# Sharon Fichman
Sharon Fichman (* 3. Dezember 1990 in Toronto, Ontario) ist eine ehemalige kanadische Tennisspielerin.

## Karriere
Fichman begann im Alter von fünf Jahren mit dem Tennissport. Seit 2005 tritt sie bei ITF-Turnieren an, auf denen sie bislang neun Einzel- und 21 Doppeltitel gewonnen hat.
Von 2005 an bis 2016 spielte sie für die kanadische Fed-Cup-Mannschaft, bei ihren 33 Fed-Cup-Partien konnte sie 24 Siege feiern.
Ihren einzigen Titel auf der WTA Tour sicherte sie sich im Januar 2014, als sie an der Seite von Maria Sanchez das Turnier in Auckland gewann. Im Juli 2014 stand sie erstmals in den Top 50 der Doppelweltrangliste.

## Turniersiege

### Einzel
| Nr. | Datum             | Turnier        | Kategorie    | Belag     | Finalgegnerin      | Ergebnis       |
| --- | ----------------- | -------------- | ------------ | --------- | ------------------ | -------------- |
| 1.  | 26. November 2005 | Ashkelon       | ITF $10.000  | Hartplatz | Pemra Özgen        | 6:1, 6:1       |
| 2.  | 25. Januar 2009   | Lutz           | ITF $25.000  | Sand      | Lauren Albanese    | 6:4, 7:65      |
| 3.  | 19. April 2009    | Osprey         | ITF $25.000  | Sand      | Juliana Fedak      | 6:4, 6:1       |
| 4.  | 16. Januar 2011   | Plantation     | ITF $25.000  | Sand      | Alexandra Cadanțu  | 6:3, 7:62      |
| 5.  | 10. Juli 2011     | Waterloo       | ITF $50.000  | Sand      | Julia Boserup      | 6:3, 4:6, 6:4  |
| 6.  | 15. Juli 2012     | Waterloo       | ITF $50.000  | Sand      | Julia Glushko      | 6:3, 6:2       |
| 7.  | 2. September 2012 | Mamaia         | ITF $25.000  | Sand      | Patricia Maria Țig | 6:3, 6:75, 6:3 |
| 8.  | 20. Januar 2013   | Port St. Lucie | ITF $25.000  | Sand      | Tadeja Majerič     | 6:2, 6:3       |
| 9.  | 11. Mai 2014      | Cagnes-sur-Mer | ITF $100.000 | Sand      | Timea Bacsinszky   | 6:2, 6:2       |

### Doppel
| Nr. | Datum             | Turnier         | Kategorie         | Belag             | Partnerin           | Finalgegnerinnen                        | Ergebnis          |
| --- | ----------------- | --------------- | ----------------- | ----------------- | ------------------- | --------------------------------------- | ----------------- |
| 1.  | 11. November 2007 | Toronto         | ITF $25.000       | Hartplatz (Halle) | Gabriela Dabrowski  | Maria-Fernanda Alves Christina Wheeler  | 6:3, 6:0          |
| 2.  | 25. Januar 2009   | Lutz            | ITF $25.000       | Sand              | Kimberly Couts      | Story Tweedie-Yates Mashona Washington  | 6:4, 7:5          |
| 3.  | 8. November 2009  | Rock Hill       | ITF $25.000       | Hartplatz         | Anna Tatischwili    | Lauren Albanese Jamie Hampton           | 7:65, 4:6, [10:3] |
| 4.  | 15. November 2009 | Phoenix         | ITF $50.000       | Hartplatz         | Mashona Washington  | Marie-Eve Pelletier Anna Tatischwili    | 4:6, 6:4, [10:8]  |
| 5.  | 10. Juli 2010     | Biarritz        | ITF $100.000      | Sand              | Julia Görges        | Lourdes Dominguez Lino Monica Niculescu | 7:5, 6:4          |
| 6.  | 25. Juli 2010     | Petingen        | ITF $100.000      | Sand              | Monica Niculescu    | Sophie Lefèvre Laura Thorpe             | 6:4, 6:2          |
| 7.  | 7. November 2010  | Toronto         | ITF $50.000       | Hartplatz (Halle) | Gabriela Dabrowski  | Brittany Augustine Alexandra Mueller    | 6:4, 6:0          |
| 8.  | 10. April 2011    | Jackson         | ITF $25.000       | Sand              | Marie-Eve Pelletier | Eva Hrdinová Nathalie Piquion           | 7:61, 7:63        |
| 9.  | 1. Mai 2011       | Charlottesville | ITF $50.000       | Sand              | Marie-Eve Pelletier | Julie Ditty Carly Gullickson            | 6:4, 6:3          |
| 10. | 15. Mai 2011      | Raleigh         | ITF $50.000       | Sand              | Marie-Eve Pelletier | Beatrice Capra Asia Muhammad            | 6:1, 6:3          |
| 11. | 17. Juli 2011     | Granby          | ITF $25.000       | Hartplatz         | Sun Shengnan        | Wiktorija Kisjalewa Nathália Rossi      | 6:4, 6:2          |
| 12. | 15. Juli 2012     | Waterloo        | ITF $50.000       | Sand              | Marie-Eve Pelletier | Shūko Aoyama Gabriela Dabrowski         | 6:2, 7:5          |
| 13. | 22. Juli 2012     | Granby          | ITF $25.000       | Hartplatz         | Marie-Eve Pelletier | Shūko Aoyama Miki Miyamura              | 4:6, 7:5, [10:4]  |
| 14. | 4. Mai 2013       | Wiesbaden       | ITF $25.000       | Sand              | Gabriela Dabrowski  | Dinah Pfizenmaier Anna Zaja             | 6:3, 6:3          |
| 15. | 6. Juli 2013      | Waterloo        | ITF $50.000       | Sand              | Gabriela Dabrowski  | Misa Eguchi Eri Hozumi                  | 7:66, 6:3         |
| 16. | 3. August 2013    | Vancouver       | ITF $100.000      | Hartplatz         | Maryna Zanevska     | Jaqueline Cako Natalie Pluskota         | 6:2, 6:2          |
| 17. | 4. Januar 2014    | Auckland        | WTA International | Hartplatz         | Maria Sanchez       | Lucie Hradecká Michaëlla Krajicek       | 2:6, 6:0, [10:4]  |
| 18. | 12. Oktober 2014  | Rock Hill       | ITF $25.000       | Hartplatz         | Cindy Burger        | Despina Papamichail Janina Toljan       | 4:6, 6:1, [10:6]  |
| 19. | 29. August 2015   | Winnipeg        | ITF $25.000       | Hartplatz         | Jovana Jakšić       | Kristie Ahn Lorraine Guillermo          | 6:2, 6:1          |
| 20. | 30. Oktober 2015  | Toronto         | ITF $50.000       | Hartplatz         | Maria Sanchez       | Kristie Ahn Fanni Stollar               | 6:2, 6:76, [10:6] |
| 21. | 9. April 2016     | Jackson         | ITF $25.000       | Sand              | Jarmila Wolfe       | Yuki Kristina Chiang Lauren Herring     | 6:2, 6:3          |
| 22. | 3. November 2018  | Toronto         | ITF $60.000       | Hartplatz (Halle) | Maria Sanchez       | Maja Chwalińska Eliza Kostowa           | 6:0, 6:4          |
| 23. | 27. Juli 2019     | Jūrmala         | WTA International | Sand              | Nina Stojanović     | Jeļena Ostapenko Galina Woskobojewa     | 2:6, 7:61, [10:6] |
| 24. | 8. März 2020      | Monterrey       | WTA International | Hartplatz         | Kateryna Bondarenko | Miyu Katō Wang Yafan                    | 4:6, 6:3, [10:7]  |
| 25. | 16. Mai 2021      | Rom             | WTA 1000          | Sand              | Giuliana Olmos      | Kristina Mladenovic Markéta Vondroušová | 4:6, 7:5, [10:5]  |

## Abschneiden bei Grand-Slam-Turnieren

### Einzel
| Turnier         | 2009 | 2010 | 2011 | 2012 | 2013 | 2014 | 2015 | Karriere |
| --------------- | ---- | ---- | ---- | ---- | ---- | ---- | ---- | -------- |
| Australian Open | —    | Q2   | —    | —    | Q1   | Q1   | Q1   | —        |
| French Open     | —    | —    | —    | Q1   | Q2   | 1    | —    | 1        |
| Wimbledon       | Q1   | —    | —    | Q1   | Q1   | 1    | —    | 1        |
| US Open         | Q2   | Q3   | Q2   | Q2   | 1    | 1    | —    | 1        |

Zeichenerklärung: S = Turniersieg; F, HF, VF, AF = Einzug ins Finale / Halbfinale / Viertelfinale / Achtelfinale; 1, 2, 3 = Ausscheiden in der 1. / 2. / 3. Hauptrunde; Q1, Q2, Q3 = Ausscheiden in der 1. / 2. / 3. Runde der Qualifikation; n. a. = nicht ausgetragen

### Doppel
| Turnier         | 2010 | 2011 | 2012 | 2013 | 2014 | … | 2019 | 2020  | 2021 | Karriere |
| --------------- | ---- | ---- | ---- | ---- | ---- | - | ---- | ----- | ---- | -------- |
| Australian Open | 1    | —    | —    | —    | 1    | — | —    | 1     | VF   | VF       |
| French Open     | —    | —    | —    | —    | 2    | — | —    | 1     | AF   | AF       |
| Wimbledon       | —    | —    | —    | —    | 1    | — | —    | n. a. | AF   | AF       |
| US Open         | —    | —    | —    | 2    | 1    | — | 1    | 1     |      | 2        |